# Goodbye Angels
Goodbye Angels è un singolo del gruppo musicale statunitense Red Hot Chili Peppers, pubblicato il 4 aprile 2017 come sesto estratto dall'undicesimo album in studio The Getaway.

## Descrizione
Si tratta dell'ultimo singolo pubblicato con il chitarrista Josh Klinghoffer. Tra il 2016 e il 2019 il brano è stato quasi sempre suonato dal vivo, soprattutto dopo l'encore. 

## Video musicale
Il videoclip, diretto da Thoranna Sigurdardottir, è stato pubblicato il 9 maggio 2017 e girato il 14 aprile precedente alla Philips Arena di Atlanta durante il concerto della band. Il video mostra come protagonista la modella Klara Kristin che, dopo aver rubato una bici nel parcheggio antistante l'arena, riesce ad infiltrarsi nel backstage e ad incontrare i membri del gruppo. Dopo essere stata coinvolta in atteggiamenti intimi con un'altra ragazza in un bagno, va a vedersi il resto del concerto, al termine del quale si ritrova a piangere in solitaria osservando gli addetti ai lavori ripulire l'arena.

## Formazione
- Anthony Kiedis – voce
- Josh Klinghoffer – chitarra, tastiera, cori
- Flea – basso
- Chad Smith – batteria

Altri musicisti
- Brian "Danger Mouse" Burton – sintetizzatore